# Società Sportiva Barletta Calcio 2009-2010
Questa voce raccoglie le informazioni riguardanti la Società Sportiva Barletta Calcio nelle competizioni ufficiali della stagione 2009-2010.

## Divise e sponsor
La prima maglia è biancorossa sul davanti mentre è bianca con numeri rossi sul retro, i pantaloncini sono rossi e le calze bianche con inserti rossi; la seconda maglia è bianca con inserti rossi, i pantaloncini sono bianchi e le calze bianche; la terza maglia è blu con inserti bianchi, i pantaloncini sono blu e le calze blu. Lo sponsor tecnico per la stagione 2009-2010 è Legea, mentre lo sponsor ufficiale è Jonk 46.
| 1^ Maglia | 2^ Maglia | 3^ Maglia |

## Organigramma societario
Area direttiva
- Presidente: Francesco Saverio Sfrecola
- Vice-Presidenti: Gianni Attimonelli e Roberto Tatò[1]
- Socio con delega alla Tesoreria: Giuseppe Divittorio[1]

Area organizzativa
- Responsabile Attività Sportive: Domenico Damato
- Responsabile Organizzazione: Ruggiero Napoletano

Area comunicazione
- Addetto Stampa: Rosario Dimastromatteo

Area marketing
- Soci con delega al marketing e al merchandising: Dario Daddato e Giuseppe Daddato[1]

Area tecnica
- Direttore Sportivo: Giuseppe Geria
- Allenatore: Arcangelo Sciannimanico
- Allenatore in 2^ e Preparatore dei portieri: Nicola Dibitonto
- Preparatore atletico: Maurizio Nanula

Area sanitaria
- Medico sociale: Vito Lattanzio
- Fisioterapista: Antonio Pietroleonardo
- Massaggiatore: Vincenzo Sinisi

## Rosa
| N. |                    | Ruolo | Calciatore         |
| -- | ------------------ | ----- | ------------------ |
|    | Italia (bandiera)  | P     | Matteo Bersellini  |
|    | Italia (bandiera)  | P     | Giuseppe Di Masi   |
|    | Italia (bandiera)  | P     | Savino Vurchio     |
|    | Italia (bandiera)  | D     | Demetrio Cutrupi   |
|    | Italia (bandiera)  | D     | Raffaele Gambuzza  |
|    | Italia (bandiera)  | D     | Alessio Lanotte    |
|    | Italia (bandiera)  | D     | Matteo Legittimo   |
|    | Italia (bandiera)  | D     | Domenico Marchetti |
|    | Italia (bandiera)  | D     | Salvatore Moring   |
|    | Italia (bandiera)  | D     | Fabio Romeo        |
|    | Italia (bandiera)  | D     | Pietro Sportillo   |
|    | Tunisia (bandiera) | C     | Aziz Ben Djemia    |
|    | Italia (bandiera)  | C     | Andrea Carozza     |
|    | Italia (bandiera)  | C     | Antonio D'Allocco  |

| N. |                         | Ruolo | Calciatore             |
| -- | ----------------------- | ----- | ---------------------- |
|    | Italia (bandiera)       | C     | Jonis Khoris           |
|    | Italia (bandiera)       | C     | Salvatore Manganaro    |
|    | Italia (bandiera)       | C     | Michele Menicozzo      |
|    | RD del Congo (bandiera) | C     | Fidéle Muwana          |
|    | Italia (bandiera)       | C     | Massimo Pollidori      |
|    | Italia (bandiera)       | C     | Alberto Rescio         |
|    | Italia (bandiera)       | C     | Orazio Stefanini       |
|    | Italia (bandiera)       | A     | Gianfranco Caggianelli |
|    | Italia (bandiera)       | A     | Simone Cavaliere       |
|    | Italia (bandiera)       | A     | Orlando Fanasca        |
|    | Italia (bandiera)       | A     | Saveriano Infantino    |
|    | Albania (bandiera)      | A     | Henri Shiba            |
|    | Italia (bandiera)       | A     | Daniele Simoncelli     |

## Calciomercato

### Sessione estiva(dall'1/7/2009 al 31/8/2009)
| Acquisti | Acquisti               | Acquisti          | Acquisti          |
| R.       | Nome                   | da                | Modalità          |
| -------- | ---------------------- | ----------------- | ----------------- |
| C        | Antonio Balducci       | Bisceglie         | fine prestito     |
| C        | Aziz Ben Djemia        | Real Montecchio   | definitivo        |
| P        | Matteo Bersellini      | Parma             | compartecipazione |
| A        | Gianfranco Caggianelli | Trinitapoli       | definitivo        |
| C        | Andrea Carozza         | Bari              | definitivo        |
| A        | Simone Cavaliere       | Fidelis Andria    | definitivo        |
| D        | Demetrio Cutrupi       | Pistoiese         | definitivo        |
| D        | Davide Dambra          | Trento            | fine prestito     |
| D        | Vincenzo Del Piano     | Real Barletta     | fine prestito     |
| A        | Luigi Digiovinazzo     | Bitonto           | fine prestito     |
| P        | Giuseppe Di Masi       | Igea Virtus       | definitivo        |
| P        | Michele Dipace         | Canosa            | fine prestito     |
| P        | Paolo Ferrara          | Valenzano Japigia | fine prestito     |
| P        | Marco Frascolla        | Trinitapoli       | definitivo        |
| A        | Saveriano Infantino    | Fidelis Andria    | definitivo        |
| C        | Jonis Khoris           | Taranto           | definitivo        |
| C        | Alessio Lanotte        | Benevento         | definitivo        |
| D        | Matteo Legittimo       | Lecce             | prestito          |
| C        | Salvatore Manganaro    | HinterReggio      | definitivo        |
| D        | Domenico Marchetti     | Fiorentina        | prestito          |
| C        | Michele Menicozzo      | Pavia             | definitivo        |
| C        | Aldo Mennuni           | Bisceglie         | fine prestito     |
| C        | Fidéle Muwana          | Pistoiese         | definitivo        |
| C        | Alberto Rescio         | Bari              | prestito          |
| D        | Fabio Romeo            | Lecce             | prestito          |
| A        | Henri Shiba            | Celano            | definitivo        |
| A        | Daniele Simoncelli     | Brescia           | compartecipazione |
| D        | Pietro Sportillo       | Fidelis Andria    | definitivo        |

| Cessioni | Cessioni                | Cessioni         | Cessioni          |
| R.       | Nome                    | a                | Modalità          |
| -------- | ----------------------- | ---------------- | ----------------- |
| C        | Antonio Balducci        | Audace Cerignola | prestito          |
| C        | Alberto Cantatore       | Canosa           | prestito          |
| D        | Davide Capuano          | Real Barletta    | prestito          |
| A        | Francesco Caracciolese  | Liberty Molfetta | definitivo        |
| D        | Antonio Crescente       | Lecce            | compartecipazione |
| C        | Savino Daleno           | Neapolis         | definitivo        |
| D        | Davide Dambra           | Lavagnese        | prestito          |
| C        | Andrea De Cecco         | Sanvitese        | definitivo        |
| D        | Vincenzo Del Piano      | Canosa           | prestito          |
| D        | Marco Di Candia         | Fortis Trani     | prestito          |
| A        | Luigi Digiovinazzo      | Real Barletta    | prestito          |
| P        | Michele Dipace          | Canosa           | prestito          |
| D        | Alessandro Fabbro       | Juve Stabia      | definitivo        |
| C        | Giuseppe Feola          | Napoli           | fine prestito     |
| P        | Paolo Ferrara           | Terlizzi         | prestito          |
| P        | Claudio Furlan          | Crotone          | fine prestito     |
| C        | Vincenzo Grimaldi       | Cecina           | prestito          |
| A        | Nicolas Laviano         | Neapolis         | definitivo        |
| C        | Giosafat Marzella       | Real Barletta    | prestito          |
| C        | Savino Mascolo          | Canosa           | prestito          |
| D        | Alessandro Mastronicola | Scafatese        | definitivo        |
| C        | Aldo Mennuni            | Canosa           | prestito          |
| C        | Jaime Merito            | Noto             | definitivo        |
| P        | Francesco Monaco        | Fortis Trani     | definitivo        |
| C        | Ikechukwu Nwigwe        | Vibonese         | definitivo        |
| A        | Akeem Omolade           | Vibonese         | definitivo        |
| C        | Stefano Pallotta        | Sporting Terni   | prestito          |
| P        | Ferdinando Quinto       | Real Barletta    | prestito          |
| D        | Ruggiero Rizzi          | Fortis Trani     | definitivo        |
| P        | Rodrigo Peters Marques  | America-RJ       | definitivo        |
| C        | Pierpaolo Ruiz          |                  | svincolato        |
| D        | Alessandro Sabini       | Fortis Trani     | definitivo        |
| A        | Alessandro Salerno      | Fortis Trani     | prestito          |
| C        | Mauro Salvagno          | Latina           | definitivo        |
| P        | Fabio Sansonna          | Fortis Trani     | prestito          |
| D        | Massimiliano Tangorra   | Terlizzi         | definitivo        |
| D        | Giuseppe Toscano        | Reggina          | fine prestito     |
| D        | Andrea Tumulo           | Osimana          | prestito          |
| C        | Dario Vignola           | Ostuni           | definitivo        |

### Operazioni fuori sessione(dal 2/9/2009 all'1/1/2010)
| Acquisti | Acquisti        | Acquisti | Acquisti   |
| R.       | Nome            | da       | Modalità   |
| -------- | --------------- | -------- | ---------- |
| A        | Orlando Fanasca | Paganese | definitivo |

| Cessioni | Cessioni           | Cessioni   | Cessioni   |
| R.       | Nome               | a          | Modalità   |
| -------- | ------------------ | ---------- | ---------- |
| D        | Riccardo Iervolino | Pomigliano | definitivo |

### Sessione invernale(dal 2/1/2010 all'1/2/2010)
| Acquisti | Acquisti           | Acquisti       | Acquisti      |
| R.       | Nome               | da             | Modalità      |
| -------- | ------------------ | -------------- | ------------- |
| C        | Antonio D'Allocco  | Fidelis Andria | definitivo    |
| D        | Roberto Bonanno    | Potenza        | definitivo    |
| D        | Davide Dambra      | Lavagnese      | fine prestito |
| A        | Luigi Digiovinazzo | Real Barletta  | fine prestito |
| D        | Raffaele Gambuzza  | Sorrento       | prestito      |
| C        | Vincenzo Grimaldi  | Cecina         | fine prestito |
| P        | Ferdinando Quinto  | Real Barletta  | fine prestito |
| D        | Andrea Tumulo      | Osimana        | fine prestito |
| P        | Savino Vurchio     | Monopoli       | definitivo    |

| Cessioni | Cessioni                   | Cessioni                | Cessioni   |
| R.       | Nome                       | a                       | Modalità   |
| -------- | -------------------------- | ----------------------- | ---------- |
| D        | Manuel Andriani            | Sambiase                | definitivo |
| A        | Gianfranco Caggianelli     | Bikkembergs Fossombrone | prestito   |
| D        | Giovanbattista Compierchio | Audace Cerignola        | prestito   |
| D        | Davide Dambra              | Francavilla             | prestito   |
| A        | Luigi Digiovinazzo         | Canosa                  | definitivo |
| C        | Vincenzo Grimaldi          | Real Barletta           | prestito   |
| D        | Salvatore Moring           | Figline                 | definitivo |
| C        | Massimo Pollidori          | Monopoli                | definitivo |
| D        | Andrea Tumulo              | Real Barletta           | prestito   |

### Operazioni fuori sessione(dal 2/2/2010 al 31/3/2010)
| Acquisti | Acquisti | Acquisti | Acquisti |
| R.       | Nome     | da       | Modalità |
| -------- | -------- | -------- | -------- |

| Cessioni | Cessioni     | Cessioni   | Cessioni   |
| R.       | Nome         | a          | Modalità   |
| -------- | ------------ | ---------- | ---------- |
| C        | Jonis Khoris | svincolato | svincolato |

## Risultati

### Seconda Divisione

#### Girone di andata
| Messina 23 agosto 2009, ore 16:00 CEST 1ª giornata | Igea Virtus    | 0 – 0 referto | Barletta | Stadio San Filippo (200 circa spett.)\| Arbitro: \| Adduci (Paola) \| |
| Arbitro:                                           | Adduci (Paola) |               |          |                                                                       |

| Arbitro: | Ripa (Nocera Inferiore) |

|                                 |           |            |
| Caggianelli 88’ Cavaliere 90+3’ | Marcatori | 4’ Chiaria |

| Arbitro: | Bellutti (Trento) |

|                                                               |           |            |
| Amore 2’ D'Ambrosio 30’ De Angelis 45+2’ Sportillo 82’ (aut.) | Marcatori | 48’ Muwana |

| Arbitro: | Peretti (Verona) |

|               |           |  |
| Menicozzo 90’ | Marcatori |  |

| Arbitro: | Aureliano (Bologna) |

|           |           |                |
| Arini 44’ | Marcatori | 14’ Simoncelli |

| Arbitro: | Operato (Isernia) |

|               |           |            |
| Manganaro 84’ | Marcatori | 61’ Amadio |

| Arbitro: | Colasanti (Siena) |

|               |           |  |
| Matinella 13’ | Marcatori |  |

| Arbitro: | Fabbri (Ravenna) |

|                              |           |  |
| Cutrupi 45+2’ Simoncelli 70’ | Marcatori |  |

| Arbitro: | Ferraioli (Nocera Inferiore) |

|                                 |           |  |
| Mosciaro 52’ (rig.) Longoni 62’ | Marcatori |  |

| Arbitro: | Pairetto (Nichelino) |

|               |           |           |
| Infantino 69’ | Marcatori | 83’ Doria |

| Vibo Valentia 1º novembre 2009, ore 14:30 CET 11ª giornata | Vibonese         | 0 – 0 referto | Barletta | Stadio Luigi Razza (400 circa spett.)\| Arbitro: \| Cisaria (Trento) \| |
| Arbitro:                                                   | Cisaria (Trento) |               |          |                                                                         |

| Arbitro: | Trentalange (Nichelino) |

|                      |           |                           |
| Marchetti 28’ (aut.) | Marcatori | 20’ Infantino 62’ Fanasca |

| Arbitro: | Cafari Panico (Cassino) |

|               |           |  |
| Infantino 64’ | Marcatori |  |

| Arbitro: | Ceccarelli (Terni) |

|                         |           |                             |
| Fiore 12’ Trinchera 71’ | Marcatori | 65’ Fanasca 90+6’ Infantino |

| Arbitro: | Quartarone (Messina) |

|  |           |                              |
|  | Marcatori | 14’ Merli Sala 73’ Bardeggia |

| Arbitro: | Gavillucci (Latina) |

|  |           |             |
|  | Marcatori | 36’ Fanasca |

| Barletta 13 dicembre 2009, ore 14:30 CET 17ª giornata | Barletta        | 0 – 0 referto | Siracusa | Stadio Cosimo Puttilli (1.327 spett.)\| Arbitro: \| Monaco (Tivoli) \| |
| Arbitro:                                              | Monaco (Tivoli) |               |          |                                                                        |

#### Girone di ritorno
| Arbitro: | Borriello (Mantova) |

|                                            |           |                            |
| Carozza 13’ (rig.) Infantino 67’, 72’, 90’ | Marcatori | 8’ Agostinelli 53’ Mottola |

| Arbitro: | Chiantini (Pisa) |

|                             |           |  |
| Guazzo 3’, 48’ Loiacono 43’ | Marcatori |  |

| Arbitro: | Liotta (Lucca) |

|               |           |  |
| Infantino 81’ | Marcatori |  |

| Arbitro: | Di Paolo (Avezzano) |

|                         |           |  |
| Carminati 68’ Arigò 83’ | Marcatori |  |

| Barletta 31 gennaio 2010, ore 14:30 CET 22ª giornata | Barletta         | 0 – 0 referto | Aversa Normanna | Stadio Cosimo Puttilli (1.417 spett.)\| Arbitro: \| Cisaria (Trento) \| |
| Arbitro:                                             | Cisaria (Trento) |               |                 |                                                                         |

| Arbitro: | Di Stefano (Alghero) |

|            |           |              |
| Caputo 79’ | Marcatori | 10’ Gambuzza |

| Arbitro: | Albertini (Ascoli Piceno) |

|               |           |  |
| Infantino 17’ | Marcatori |  |

| Arbitro: | Penno (Nichelino) |

|              |           |                      |
| Bianchini 9’ | Marcatori | 67’ Muwana 75’ Shiba |

| Arbitro: | Bagalini (Fermo) |

|                           |           |             |
| Simoncelli 23’ Rescio 74’ | Marcatori | 24’ Longoni |

| Arbitro: | Tidona (Torino) |

|                  |           |            |
| Strambelli 90+4’ | Marcatori | 22’ Rescio |

| Arbitro: | Stefanini (Livorno) |

|                                |           |               |
| Shiba 42’, 64’ Cavaliere 90+4’ | Marcatori | 10’ Riccobono |

| Arbitro: | Vallorani (San Benedetto del Tronto) |

|                              |           |                       |
| Infantino 47’ Simoncelli 87’ | Marcatori | 89’ (rig.) Incoronato |

| Gela 11 aprile 2010, ore 15:00 CEST 30ª giornata | Gela             | 0 – 0 referto | Barletta | Stadio Vincenzo Presti (1.000 circa spett.)\| Arbitro: \| Carbone (Napoli) \| |
| Arbitro:                                         | Carbone (Napoli) |               |          |                                                                               |

| Arbitro: | D'Alesio (Forlì) |

|                |           |  |
| Simoncelli 29’ | Marcatori |  |

| Cassino 25 aprile 2010, ore 15:00 CEST 32ª giornata | Cassino            | 0 – 0 referto | Barletta | Stadio Gino Salveti (1.000 circa spett.)\| Arbitro: \| Di Ciommo (Venosa) \| |
| Arbitro:                                            | Di Ciommo (Venosa) |               |          |                                                                              |

| Arbitro: | Fabbri (Ravenna) |

|                              |           |  |
| Simoncelli 12’ Manganaro 87’ | Marcatori |  |

| Arbitro: | Pagano (Torre Annunziata) |

|                          |           |  |
| Capocchiano 31’ Dalì 53’ | Marcatori |  |

### Play-off
| Arbitro: | Palazzino (Ciampino) |

|  |           |              |
|  | Marcatori | 10’ Mosciaro |

| Arbitro: | Zanichelli (Genova) |

|             |           |  |
| Longoni 28’ | Marcatori |  |

### Coppa Italia Lega Pro

#### Girone eliminatorio I
| Arbitro: | Di Bello (Brindisi) |

|                        |           |  |
| Doumbia 25’ Goisis 66’ | Marcatori |  |

| Arbitro: | D'Iasio (Matera) |

|  |           |           |
|  | Marcatori | 70’ Sarli |

| Arbitro: | Carbone (Napoli) |

|                                            |           |                |
| Arigò 44’ (rig.) Sabatino 66’ Vitiello 90’ | Marcatori | 25’ Ben Djemia |

| Arbitro: | Di Francesco (Teramo) |

|           |           |  |
| Shiba 15’ | Marcatori |  |

## Statistiche

### Statistiche di squadra
| Competizione               | Punti | In casa | In casa | In casa | In casa | In casa | In casa | In trasferta | In trasferta | In trasferta | In trasferta | In trasferta | In trasferta | Totale | Totale | Totale | Totale | Totale | Totale | DR |
| Competizione               | Punti | G       | V       | N       | P       | Gf      | Gs      | G            | V            | N            | P            | Gf           | Gs           | G      | V      | N      | P      | Gf     | Gs     | DR |
| -------------------------- | ----- | ------- | ------- | ------- | ------- | ------- | ------- | ------------ | ------------ | ------------ | ------------ | ------------ | ------------ | ------ | ------ | ------ | ------ | ------ | ------ | -- |
| Lega Pro Seconda Divisione | 56    | 17      | 12      | 4       | 1       | 24      | 10      | 17           | 3            | 8            | 6            | 11           | 21           | 34     | 15     | 12     | 7      | 35     | 31     | +4 |
| Coppa Italia Lega Pro      |       | 2       | 1       | 0       | 1       | 1       | 1       | 2            | 0            | 0            | 2            | 1            | 5            | 4      | 1      | 0      | 3      | 2      | 6      | -4 |
| Play-off                   |       | 1       | 0       | 0       | 1       | 0       | 1       | 1            | 0            | 0            | 1            | 0            | 1            | 2      | 0      | 0      | 2      | 0      | 2      | -2 |
| Totale                     |       | 20      | 13      | 4       | 4       | 25      | 13      | 20           | 3            | 8            | 9            | 12           | 27           | 40     | 16     | 12     | 12     | 37     | 39     | -2 |

### Statistiche dei giocatori
| Giocatore      | Lega Pro Seconda Divisione | Lega Pro Seconda Divisione | Lega Pro Seconda Divisione | Lega Pro Seconda Divisione | Coppa Italia Lega Pro | Coppa Italia Lega Pro | Coppa Italia Lega Pro | Coppa Italia Lega Pro | Play-off | Play-off | Play-off    | Play-off   | Totale   | Totale | Totale      | Totale     |
| Giocatore      | Presenze                   | Reti                       | Ammonizioni                | Espulsioni                 | Presenze              | Reti                  | Ammonizioni           | Espulsioni            | Presenze | Reti     | Ammonizioni | Espulsioni | Presenze | Reti   | Ammonizioni | Espulsioni |
| -------------- | -------------------------- | -------------------------- | -------------------------- | -------------------------- | --------------------- | --------------------- | --------------------- | --------------------- | -------- | -------- | ----------- | ---------- | -------- | ------ | ----------- | ---------- |
| A. Ben Djemia  | 8                          | 0                          | 0                          | 0                          | 3                     | 1                     | 1                     | 0                     | 1        | 0        | 0           | 0          | 12       | 1      | 1           | 0          |
| M. Bersellini  | 0                          | 0                          | 0                          | 0                          | 1                     | 0                     | 0                     | 0                     | -        | -        | -           | -          | 1        | 0      | 0           | 0          |
| G. Caggianelli | 14                         | 1                          | 0                          | 0                          | 4                     | 0                     | 0                     | 0                     | -        | -        | -           | -          | 18       | 1      | 0           | 0          |
| A. Carozza     | 24                         | 1                          | 5                          | 1                          | 0                     | 0                     | 0                     | 0                     | -        | -        | -           | -          | 24       | 1      | 5           | 1          |
| S. Cavaliere   | 6                          | 2                          | 0                          | 0                          | 3                     | 0                     | 0                     | 0                     | 2        | 0        | 0           | 0          | 11       | 2      | 0           | 0          |
| D. Cutrupi     | 30                         | 1                          | 8                          | 1                          | 4                     | 0                     | 1                     | 0                     | 2        | 0        | 1           | 0          | 36       | 1      | 10          | 1          |
| A. D'Allocco   | 14                         | 0                          | 1                          | 0                          | -                     | -                     | -                     | -                     | 2        | 0        | 0           | 0          | 16       | 0      | 1           | 0          |
| G. Di Masi     | 32                         | -29                        | 3                          | 0                          | 3                     | -6                    | 0                     | 0                     | 2        | -2       | 0           | 0          | 37       | -37    | 3           | 0          |
| O. Fanasca     | 20                         | 3                          | 0                          | 0                          | 0                     | 0                     | 0                     | 0                     | -        | -        | -           | -          | 20       | 3      | 0           | 0          |
| S. Infantino   | 28                         | 10                         | 8                          | 0                          | 0                     | 0                     | 0                     | 0                     | 2        | 0        | 1           | 0          | 30       | 10     | 9           | 0          |
| R. Gambuzza    | 15                         | 1                          | 4                          | 0                          | -                     | -                     | -                     | -                     | 2        | 0        | 1           | 0          | 17       | 1      | 5           | 0          |
| J. Khoris      | 7                          | 0                          | 0                          | 1                          | 0                     | 0                     | 0                     | 0                     | -        | -        | -           | -          | 7        | 0      | 0           | 1          |
| A. Lanotte     | 4                          | 0                          | 0                          | 0                          | 1                     | 0                     | 0                     | 0                     | 0        | 0        | 0           | 0          | 5        | 0      | 0           | 0          |
| M. Legittimo   | 33                         | 0                          | 2                          | 0                          | 4                     | 0                     | 1                     | 0                     | 1        | 0        | 1           | 0          | 38       | 0      | 4           | 0          |
| S. Manganaro   | 20                         | 2                          | 3                          | 0                          | 4                     | 0                     | 1                     | 0                     | 2        | 0        | 0           | 0          | 26       | 2      | 4           | 0          |
| D. Marchetti   | 27                         | 0                          | 2                          | 0                          | 3                     | 0                     | 0                     | 0                     | 2        | 0        | 0           | 0          | 32       | 0      | 2           | 0          |
| M. Menicozzo   | 32                         | 1                          | 7                          | 0                          | 2                     | 0                     | 0                     | 1                     | 2        | 0        | 1           | 0          | 36       | 1      | 8           | 1          |
| S. Moring      | 4                          | 0                          | 0                          | 0                          | 4                     | 0                     | 0                     | 0                     | -        | -        | -           | -          | 8        | 0      | 0           | 0          |
| F. Muwana      | 32                         | 2                          | 9                          | 0                          | 1                     | 0                     | 0                     | 0                     | 2        | 0        | 0           | 0          | 35       | 2      | 9           | 0          |
| S. Pallotta    | 0                          | 0                          | 0                          | 0                          | 2                     | 0                     | 0                     | 0                     | -        | -        | -           | -          | 2        | 0      | 0           | 0          |
| M. Pollidori   | 1                          | 0                          | 0                          | 0                          | 4                     | 0                     | 0                     | 0                     | -        | -        | -           | -          | 5        | 0      | 0           | 0          |
| A. Rescio      | 27                         | 2                          | 2                          | 0                          | 1                     | 0                     | 0                     | 0                     | 2        | 0        | 0           | 0          | 30       | 2      | 2           | 0          |
| F. Romeo       | 22                         | 0                          | 2                          | 0                          | 3                     | 0                     | 0                     | 1                     | 1        | 0        | 1           | 0          | 26       | 0      | 3           | 1          |
| H. Shiba       | 15                         | 3                          | 1                          | 1                          | 4                     | 1                     | 0                     | 0                     | 2        | 0        | 0           | 0          | 21       | 4      | 1           | 1          |
| D. Simoncelli  | 27                         | 6                          | 3                          | 0                          | 3                     | 0                     | 0                     | 0                     | 1        | 0        | 0           | 0          | 31       | 6      | 3           | 0          |
| P. Sportillo   | 23                         | 0                          | 4                          | 0                          | 1                     | 0                     | 0                     | 0                     | -        | -        | -           | -          | 24       | 0      | 4           | 0          |
| O. Stefanini   | 1                          | 0                          | 0                          | 0                          | 1                     | 0                     | 0                     | 0                     | 0        | 0        | 0           | 0          | 2        | 0      | 0           | 0          |
| S. Vurchio     | 1                          | -2                         | 0                          | 0                          | 0                     | 0                     | 0                     | 0                     | 0        | 0        | 0           | 0          | 1        | -2     | 0           | 0          |

## Giovanili

### Organigramma societario
Area tecnica
- Allenatore Berretti: Claudio Minincleri
- Allenatore Allievi Nazionali: Vincenzo Ronzulli poi Vincenzo Lanotte
- Allenatore Giovanissimi Regionali: Vincenzo Lanotte poi Giuseppe Zagaria

### Piazzamenti
- Berretti
  - Campionato: 10º posto nel girone G (30 punti)
- Allievi Nazionali
  - Campionato:
- Giovanissimi Regionali
  - Campionato: